# Dalima grisearia
Dalima grisearia är en fjärilsart som beskrevs av John Henry Leech 1897. Dalima grisearia ingår i släktet Dalima och familjen mätare. Inga underarter finns listade i Catalogue of Life.